# Anna Marie z Lichtenštejna
Anna Marie Antonie z Lichtenštejna (německy Anna Maria Antonia, Fürstin von Liechtenstein, 11. září 1699 ve Vídni – 20. ledna 1753 tamtéž) byla rakouská šlechtična, rozená kněžna z Lichtenštejna, provdaná z Thun-Hohensteinu. Ve druhém manželství byla manželkou panujícího knížete z Lichtenštejna v několika obdobích.

## Manželství a děti
Anna Marie se poprvé provdala 9. září 1716 za hraběte Jana Arnošta z Thun-Hohenštejna (1694–1717), který ovšem zemřel rok poté a manželství zůstalo bezdětné.
Rok po smrti svého prvního manžela se 19. dubna 1718 provdala podruhé, tentokrát za svého bratrance, knížete Josefa Václava I. z Lichtenštejna (1696–1772). Měli pět dětí, z nichž všechny zemřely v raném dětství:
- Filip Antonín (1719)
- Filip Antonín (1720)
- Filip Arnošt (1722–1723)
- Marie Alžběta (1724)
- Marie Alexandra (1727)

Anna Marie zemřela 20. ledna 1753 ve věku 53 let a byla pochována ve vídeňském Paulanerkirche, kde byla nedlouho předtím pochována taktéž její matka, kněžna Eleonora Barbora. Postupem času byly ovšem hrobky ze zmíněného kostela zapečetěny a v současné době jsou již považovány za zničené.